# Студио Драгън
Студио Драгън (на английски: Studio Dragon, на корейски: 스튜디오드래곤; Seutyudiodeuraegon, в превод „Студио Дракон“) е южнокорейска компания за производство, маркетинг и дистрибуция, собственост на подразделението E&M на CJ ENM. Основана е на 3 май 2016 г. като отделяне от подразделението E&M Media Content.
Компанията се присъедини към индекса KOSDAQ на Корейска фондова борса, същия индекс, в който е включена и компанията -майка, чрез първоначално публично предлагане на 24 ноември 2017 г.